# Жинкин, Лев Николаевич
Лев Николаевич Жинкин (1 февраля 1908, Харьков — 16 июня 1971, Ленинград) — советский зоолог, доктор биологических наук, профессор.

## Биография
Родился в 1908 году в Харькове в семье преподавателя местной гимназии. Брат Жинкина Георгия Николаевича. С 1917 по 1921 году обучался в гимназии, позже в Трудовой школе, после 4-го класса которой, перевёлся в сельскохозяйственную школу. В 1923 году поступил в Харьковский зоотехникум, из которого в 1925 году перевёлся в Петроградский университетт, который окончил в 1929 году.
Устроился работать научным сотрудником лаборатории экспериментальной зоологии и морфологии животных АН СССР (ЛЭЗМ). С 1930 по 1931 годы работал в экспедициях по изучению промышленных запасов страны, организуемых Советом по изучению производственных сил при АН СССР (СОПС).
С 1931 по 1933 год работал сотрудником Центрального научно-исследовательского геолого-разведывательного института. С 1932 по 1935 годы занимал должность ассистента кафедры биологии в Медицинском институте им. И. И. Мечникова в Ленинграде.
С 1933 по 1939 году работал во 2-м Ленинградском медицинском институте, на кафедре общей морфологии. Параллельно с 1934 по 1941 год являлся старшим научным сотрудником Всесоюзного института экспериментальной медицины. С 1939 по 1941 год являлся доцентом кафедры гистологии 1-го Ленинградского медицинского института.
В 1941 году добровольцем ушёл на фронт, сражался под Ленинградом, после двух ранений в августе 1942 года, комиссован как инвалид.
Осенью 1942 году переехал в Томск, где работал в эвакуированном Ленинградском филиале Всесоюзного института экспериментальной медицины. Параллельно работал заведующим кафедры биологии в Томском медицинском институте, в 1944—1945 годах заведовал кафедрой гистологии и анатомии. В 1943/44 учебном году по совместительству работал в Томском педагогическом институте.
После завершения Великой Отечественной войны вернулся в Ленинград на работу во Всесоюзный институт экспериментальной медицины, в котором с перерывами проработал до 1959 года.
В середине 1950-х некоторое время работал в Ленинградском педагогическом институте им. А. И. Герцена.
В 1959 году перешёл на работу в Академию Наук СССР в Институт цитологии, заняв должность заведующего лабораторией морфологии клетки.
Научные интересы учёного были сосредоточены вокруг исследований в области клеточного деления. Он одним из первых в СССР ввел в практику метод ауторадиографии. Проводил работы по регенерации мышечной ткани с помощью ауторадиографии. Исследовал миотические циклы в онтогенезе.
Является автором 96 научных работ.
Скончался в 1971 году в Ленинграде.

## Публикации
- Обновление клеток в организме. Л., 1962;
- Руководство по цитологии: В 2 т. М.; Л., 1963.